# دگرشکلی (شیمی)

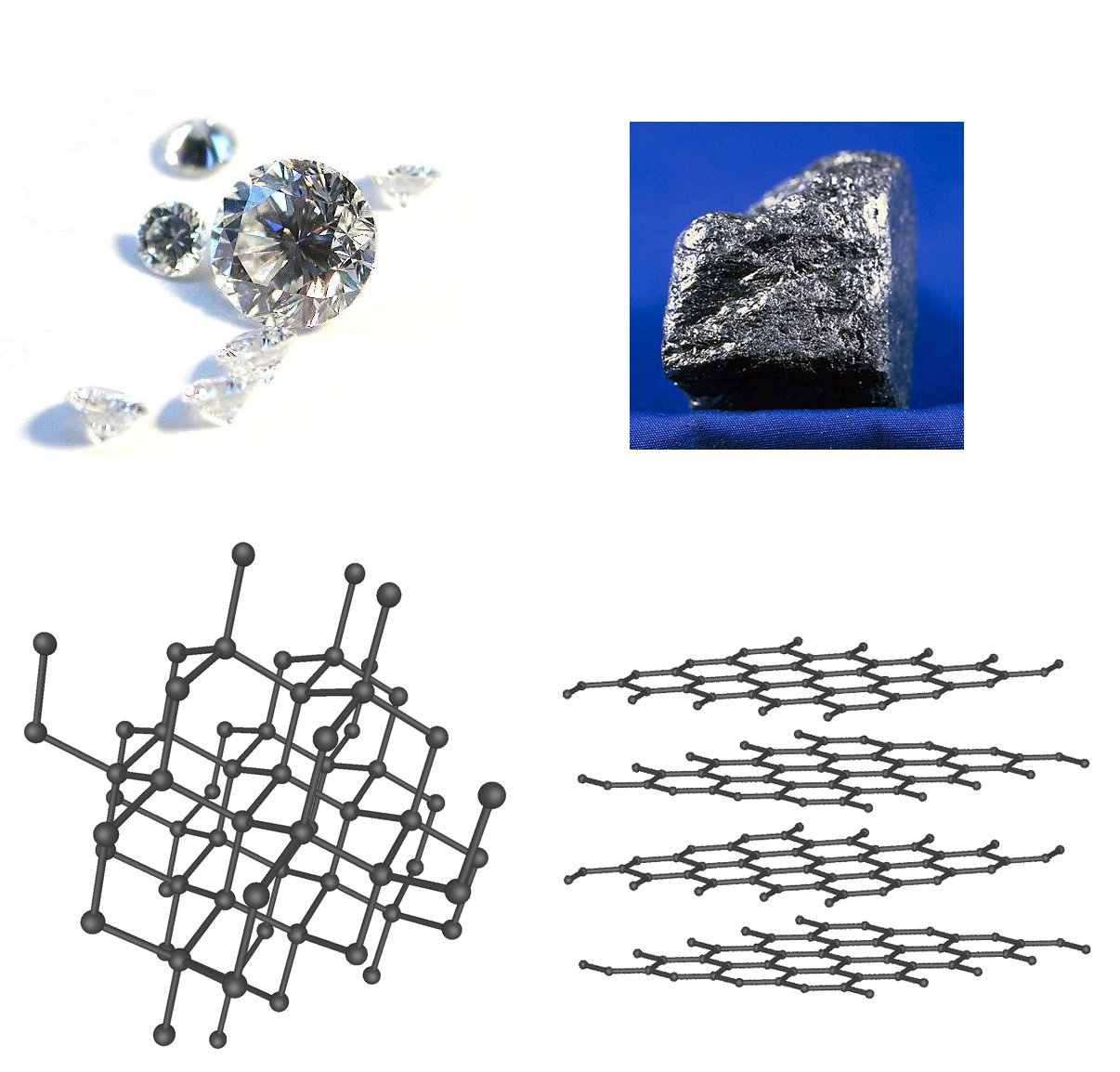
گرافیت و الماس دو دگرشکل کربن هستند: شکل‌های خالصی از یک عنصر که از نظر ساختار با هم تفاوت دارند.

دگرشکلی ، دگرواره، چندگونی یا آلوتروپی (به انگلیسی: Allotropy) بنابر تعریف اتحادیه بین‌المللی شیمی محض و کاربردی (آیوپاک) وجود «حالت‌های ساختاری متفاوت برای یک عنصر» است. هر کدام از این شکل‌ها، دگرشکل نامیده می‌شوند. درواقع دگرشکل‌های یک عنصر از لحاظ ساختار شیمیایی ناهمسانند؛ ازاین‌رو ویژگی‌های فیزیکی متفاوتی (اعم از چگالی، انحلال پذیری و…) و همچین ویژگی‌های شیمیایی متفاوتی (مثل میزان واکنش‌پذیری) دارند. نمونه‌های مشهور مواد دارای دگرشکل اکسیژن، کربن، گوگرد و آهن هستند. دگرشکلی به ساختار پیوند شیمیایی بین اتم‌های یک عنصر مرتبط بوده و نباید با حالت‌های فیزیکی مواد اشتباه گرفته‌شود؛ مثلاً بخار آب، آب و یخ دگرشکل به‌شمار نمی‌آیند، زیرا دراثر تغییر فاصله بین مولکول‌های آب ایجاد می‌شوند؛ نه به‌سبب تغییر در پیوندهای شیمیایی درون مولکول آب.

## پیشینه و واژه‌شناسی
این نام نخستین بار توسط یاکوب برسلیوس به کار گرفته شد. واژه «آلوتروپی»، برگرفته از واژه یونانی «آلوتروپیا» (به یونانی: άλλοτροπἱα) به معنای تغییرپذیری است.
برای مثال اوزون(O3) و دی‌اکسیژن(O2) دوشکل متفاوت از یک عنصرند. به موادی که چنین رابطه‌ای با یکدیگر دارند، دگر شکل یا آلوتروپ گویند.

## تفاوت دگرشکل‌ها
آلوتروپ‌های مختلف یک عنصر از دو جهت می‌توانند با یکدیگر متفاوت باشند:

### پیوندهای شیمیایی
مثلاً اکسیژن و اوزون؛ یا گرافیت و الماس.
در الماس، هر اتم کربن در یک شبکه چهاروجهی به چهار اتم کربن دیگر متصل است ولی در گرافیت، هر اتم در یک شبکه و به صورت بی‌قاعده
ای، به سه اتم دیگر پیوند دارند.

### ساختار بلوری
ساختار بلوری یا کریستالی ویژه فلزهاست. فلزهایی که دو یا چند ساختمان بلوری پایدار داشته باشند، دگرشکلی هستند. این شرایط بستگی به دما و فشار دارد. ساختارهای بلوری با استحاله می‌توانند به یکدیگر تبدیل شوند. دگرشکل‌ها حجم‌های متفاوتی دارند و در نتیجه تنشهای متفاوتی در سطح‌شان پیدا می‌شود؛ مثلاً آهن دارای دو دگرشکل آلفا و گاما است که اهمیت ویژه‌ای دارند. منگنز، کبالت، قلع، تیتانیم، زیرکونیم و تلوریم نیز از این دست فلزهای دگرشکل هستند.
==برخی عنصرهای دارای آلوتروپی
==

### اکسیژن
اکسیژن به دو شکل گاز اکسیژن (O2) که تنفس می‌کنیم و گاز اوزون (O3) که سمی است؛ وجود دارد.

### کربن
سه دگرشکل معروف کربن که از گذشته‌های دور شناخته شده‌اند، گرافیت و الماس و ذغال هستند که در دسته جامدات کووالانسی قرار می‌گیرند. دوده یا کربن بی‌شکل را هم می‌توان آلوتروپ دیگری از کربن در نظر گرفت. فولرنها (به‌طور مثال C60) و نانولوله‌های کربنی هم دگرشکل‌هایی از کربن هستند که در دهه ۱۹۹۰ میلادی شناخته شدند. گرافین دیگر دگرشکل دو بعدی کربن است که در آن اتم‌های کربن در ساختار لانه زنبوری به هم متصل شده‌اند.

### گوگرد
گوگرد به شکل متداول یعنی S8 دیده می‌شود. گرچه با حرارت دادن، مولکول‌های حلقوی باز می‌شوند و به هم متصل شده و رشته‌های پلیمری گوگرد را می‌سازند که آلوتروپ دیگری از گوگرد است. گوگرد در ساختارهای بلوری متفاوت متبلور می‌شود که دگرشکل‌های متعددی برای این عنصر محسوب می‌شوند.

### فسفر
فسفر سفید، فسفر قرمز و فسفر سیاه سه شکل آلوتروپی عنصر پانزدهم جدول تناوبی هستند که در تعداد پیوند بین اتم‌های فسفر و تعداد اتم در ذرات سازنده با هم تفاوت دارند. فسفر سفید از مولکولهای P4 ساخته شده؛ در حالی که فسفر قرمز پلیمری از فسفر سفید است و فسفر سیاه هم ساختار لایه‌ای و مکعبی دارد و از مولکول‌های مجزا تشکیل نشده است.